# Jean Stern
Léon Antoine Jean Stern (Párizs 8. kerülete, 1875. február 19. – Párizs 16. kerülete, 1962. december 15.) olimpiai bajnok francia párbajtőrvívó.